# (Chlormethyl)methylether
(Chlormethyl)methylether ist eine organische Verbindung aus der Gruppe der Ether und Alkylchloride. Es wird insbesondere zur Einführung von Schutzgruppen (Methoxymethylgruppe, CH3OCH2-, abgekürzt MOM) verwendet.

## Reaktionen und Verwendung
(Chlormethyl)methylether wird zur Einführung der Methoxymethyl-Schutzgruppe (MOM) an Alkohole verwendet. Die Einführung geschieht mithilfe einer Base, standardmäßig Diisopropylethylamin, die im Verlauf der Reaktion verbraucht wird:
Alternativ kann auch Natriumhydrid als Base verwendet werden. Wird der Reaktion Natriumiodid zugesetzt, entsteht zunächst (Iodmethyl)methylether, mit welchem die Schützung tertiärer Alkohole besser funktioniert.
Die entstandene funktionelle Gruppe ist ein Acetal, das die durch Einwirkung von Säure wieder gespalten werden kann, es bildet sich der ursprüngliche Alkohol zurück, zudem entstehen Formaldehyd und Methanol:
Durch Reaktion einer Carbonsäure mit (Chlormethyl)methylether und Triethylamin entsteht ein Methoxymethylester, mit dem die Carbonsäure-Funktion geschützt werden kann.

## Sicherheitshinweise
(Chlormethyl)methylether ist nach Anhang II, Nr. 6 der deutschen Gefahrstoffverordnung (GefStoffV) als besonders gefährlicher krebserzeugender Stoff eingestuft und darf nur in geschlossenen Anlagen hergestellt oder verwendet werden. Der Hauptaufnahmeweg verläuft über den Atemtrakt. In Kanzerogenitätsstudien an Ratten wurden Gewebsveränderungen insbesondere in der Luftröhre und in den Bronchien (Metaplasie bzw. Hyperplasie) nachgewiesen. Hinsichtlich des krebserzeugenden Potentials waren die Ergebnisse uneinheitlich.
Es enthält im Allgemeinen mehrere Prozente des symmetrischen Bis(chlormethyl)ethers, dessen kanzerogene Wirkung auf den Menschen sicher erscheint. Daher gilt
auch für (Chlormethyl)methylether: Eine kanzerogene Wirkung beim Menschen wurde nachgewiesen.